# GALEX
GALEX — орбитальный космический телескоп, работавший в ультрафиолетовом диапазоне. Название «GALEX» является сокращением от англ. Galaxy Evolution Explorer (букв. «исследователь эволюции галактик»). Аппарат был запущен 28 апреля 2003 года с помощью ракеты-носителя Pegasus-XL и выведен на почти круговую орбиту высотой 697 км с наклонением около 29°.
Первое наблюдение 21 мая 2003 года было посвящено экипажу шаттла «Колумбия». В этом сеансе работы были получены изображения неба в созвездии Геркулеса — именно в направлении этого созвездия находился шаттл во время последнего контакта с центром управления полётом перед катастрофой.

## Конструкция
Спутник изготовлен корпорацией Orbital Sciences на основе платформы LeoStar-2.

## Научная задача
За отведённые для работы 29 месяцев планировалось заглянуть в историю вселенной на 10 млрд лет назад, чтобы выяснить, как формируются звезды и галактики. Космическая обсерватория изучила сотни тысяч галактик. По результатам этих наблюдений было составлено несколько обзоров неба.
| Обзор                      | Параметры обзора | Параметры обзора        | Параметры обзора                    | Научная цель                          | Научная цель             | Научная цель | z    |
| Обзор                      | Площадь, кв. °   | Продолжительность, мес. | Минимальное время экспозиции, 10³ c | Предельная звёздная величина mAB      | Примерное число галактик | Объём, Гпк³  | z    |
| -------------------------- | ---------------- | ----------------------- | ----------------------------------- | ------------------------------------- | ------------------------ | ------------ | ---- |
| All-sky (AIS)              | 40 000           | 4                       | 0,1                                 | 20,5                                  | 107                      | 1,5          | 0,2  |
| Wide Spectroscopic (WSS)   | 80               | 4                       | 30                                  | 20                                    | 104,5                    | 0,03         | 0,15 |
| Nearby Galaxies (NGS)      | —                | 0,5                     | 1,5                                 | 27,5 на кв. с (поверхностная яркость) | 100                      | —            | —    |
| Medium Imaging (MIS)       | 1000             | 2                       | 1,5                                 | 23                                    | 3⋅106                    | ~1           | 0,6  |
| Medium Spectroscopic (MSS) | 8                | 2                       | 300                                 | 21,5 [R=100] 23,3 [R=20]              | 104,5                    | 0,03         | 0,5  |
| Deep Spectroscopic (DSS)   | 2                | 4                       | 1500                                | 22,5 [R=100] 24,3 [R=20]              | 104,5                    | 0,05         | 0,9  |
| Deep Imaging (DIS)         | 80               | 4                       | 30                                  | 25                                    | 107                      | 1,0          | 0,85 |
| Ultra-Deep Imaging (UDIS)  | 4                | 1                       | 150                                 | 26                                    | 3⋅105                    | 0,05         | 0,9  |

## Создатели
Вместе с Лабораторией реактивного движения в работе с GALEX принимали участие Калифорнийский технологический институт, корпорация Orbital Sciences, Калифорнийский университет в Беркли, университет Ёнсе, университет Джонса Хопкинса и Марсельская астрофизическая лаборатория.

## Интересные открытия

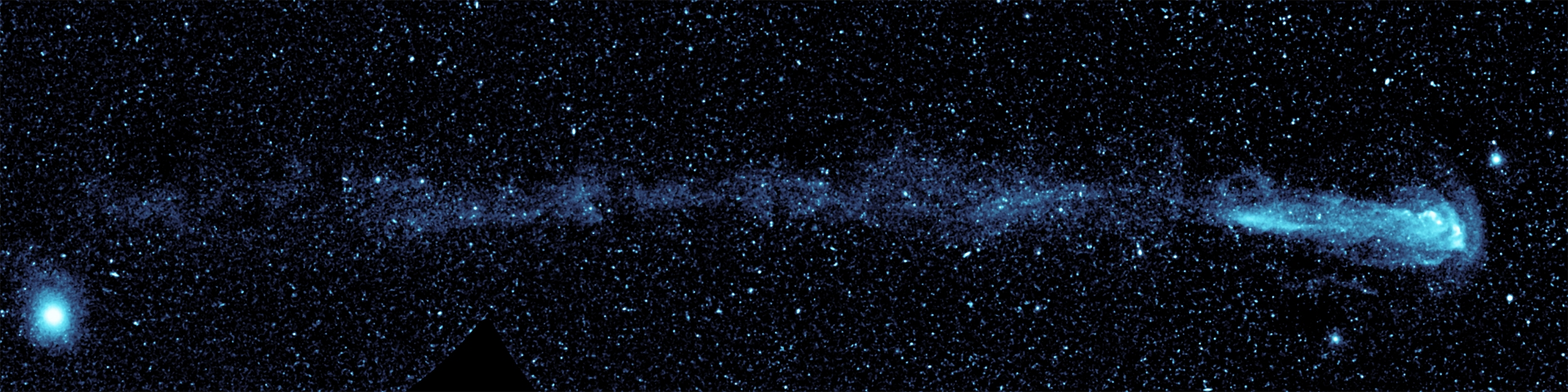
Фото аномалии

В 2007 году членом исследовательской команды телескопа Майком Сайбертом вокруг звезды Мира был обнаружен хвост из пыли и газа длиной около 2 градусов (13 световых лет). Это стало возможным благодаря способности детекторов телескопа GALEX фокусироваться на одном типе излучения.

## Галерея

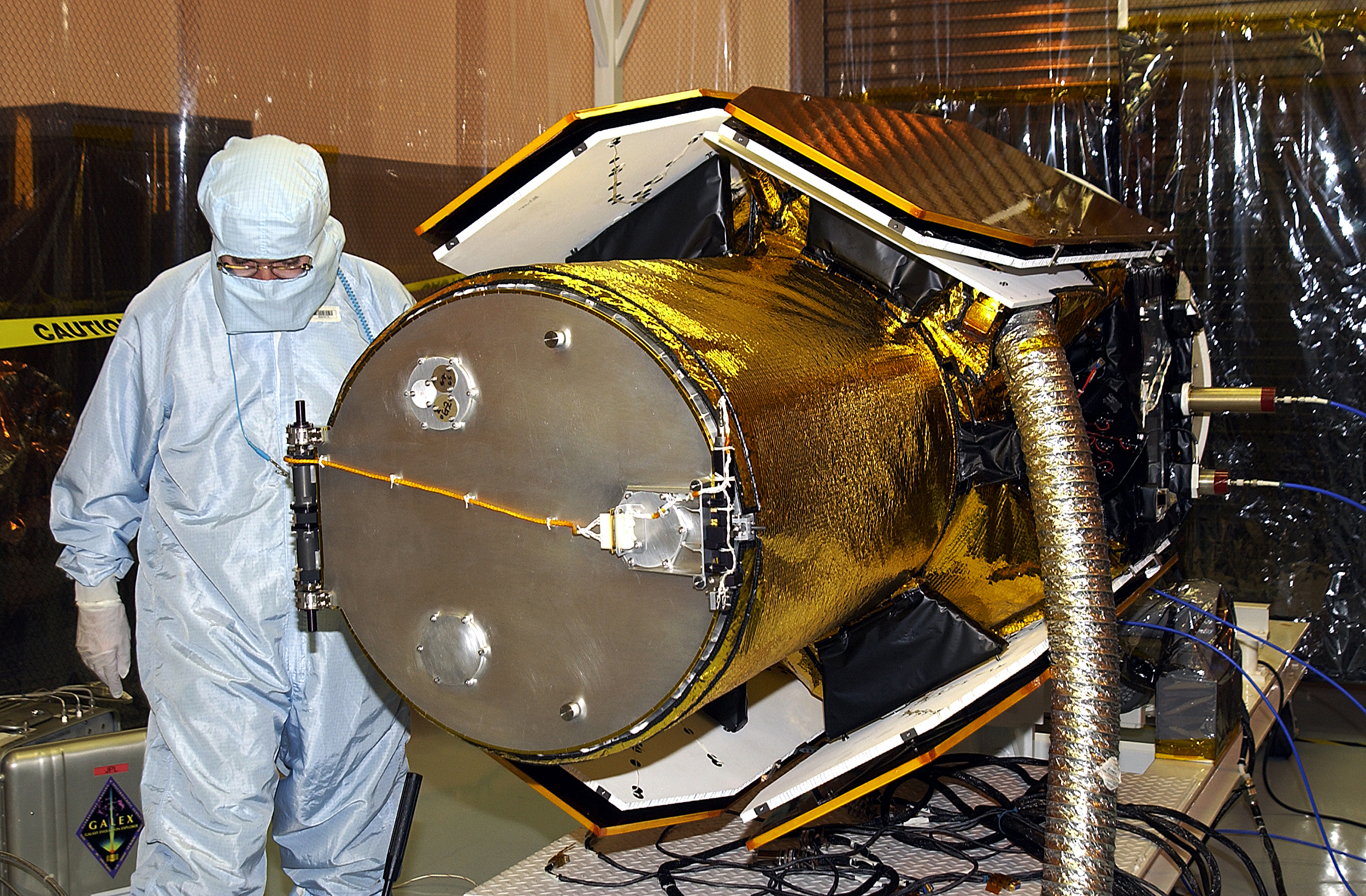
GALEX на предстартовых испытаниях
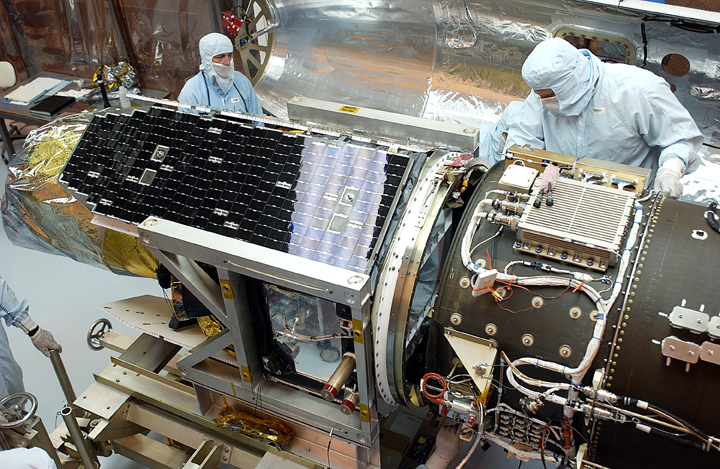
GALEX устанавливается на ракету-носитель Pegasus-XL
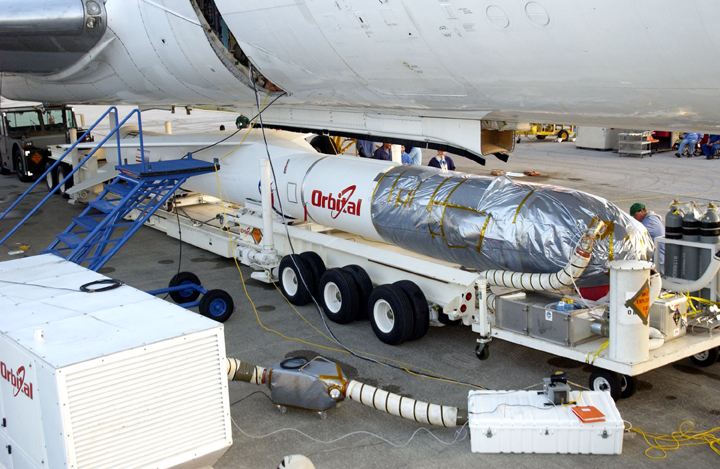
Ракета-носитель Pegasus-XL подвешивается к самолету Stargazer
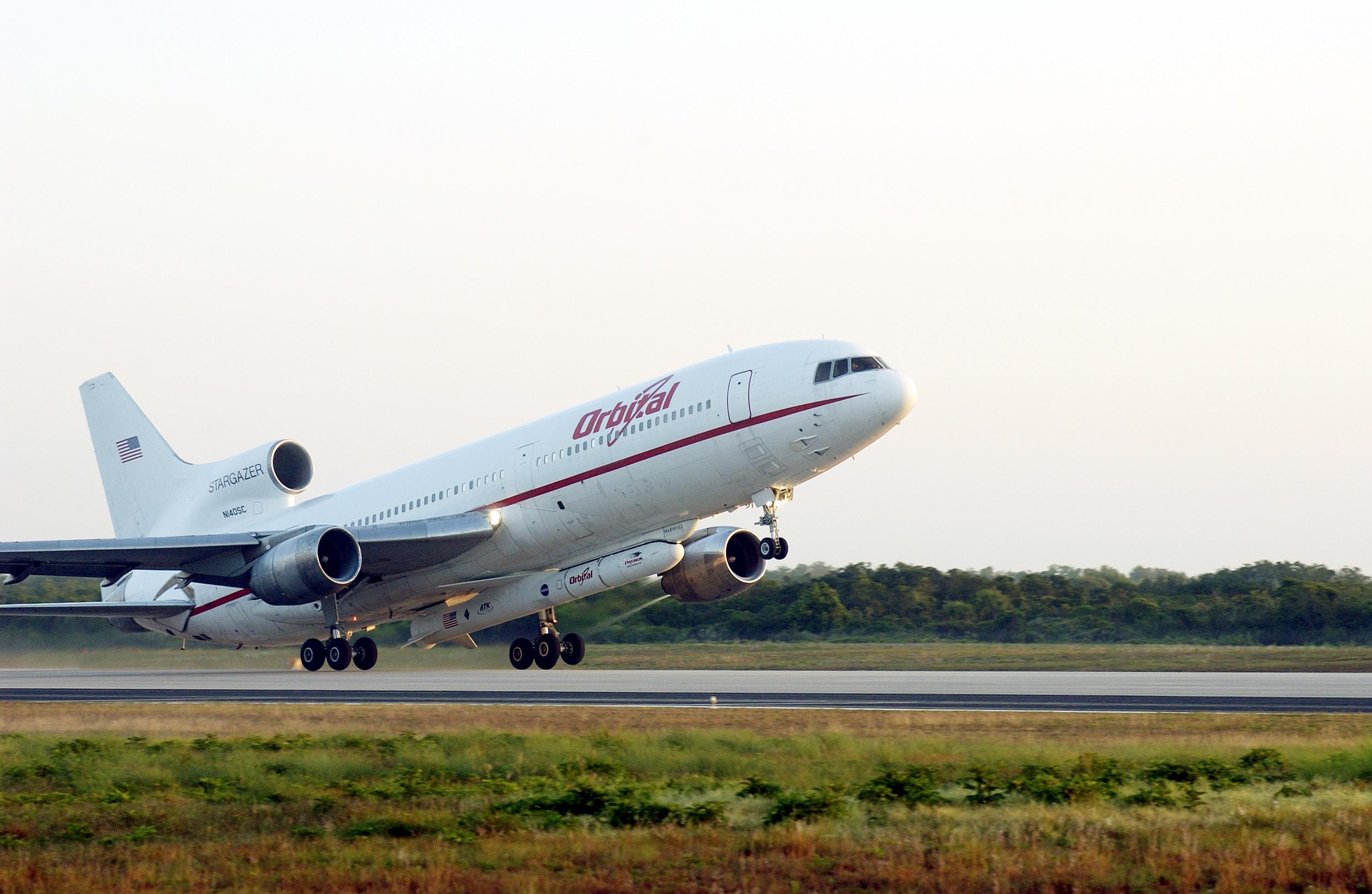
Взлёт самолёта Stargazer